# Meschers-sur-Gironde
Meschers-sur-Gironde è un comune francese di 2 810 abitanti situato nel dipartimento della Charente Marittima nella regione della Nuova Aquitania.

## Società

### Evoluzione demografica
Abitanti censiti